# Nerea Pena
Nerea Pena Abaurrea, née le 13 décembre 1989 à Pampelune, est une joueuse internationale espagnole de handball, évoluant au poste de demi-centre.
Avec l'équipe nationale espagnole, elle est vice-championne d'Europe en 2014 et vice-championne du monde en 2019.

## Biographie
Après sept saisons passées au FTC Budapest, elle s'engage avec Siófok KC pour la saison 2019-2020.

## Palmarès

### Clubs
compétitions internationales
- vainqueur de la coupe de l'EHF (C3) en 2009 (avec SD Itxako)

compétitions nationales
- championne d'Espagne en 2009, 2010, 2011 et 2012 (avec SD Itxako)
- championne de Hongrie en 2015 (avec Ferencváros TC)
- vainqueur de la coupe de la Reine en 2010, 2011 et 2012 (avec SD Itxako)
- vainqueur de la coupe de Hongrie en 2017 (avec Ferencváros TC)

### Sélection espagnole
championnats du monde
- troisième au championnat du monde 2011
- 9e place au championnat du monde 2013
- 12e place au championnat du monde 2015
- 11e place au championnat du monde 2017
- finaliste au championnat du monde 2019

championnats d'Europe
- 11e place au championnat d'Europe 2012
- finaliste du championnat d'Europe 2014
- 11e place au championnat d'Europe 2016
- 12e place au championnat d'Europe 2018

Jeux olympiques
- 6e place aux Jeux olympiques de 2016

autres
- finaliste du championnat d'Europe junior en 2007[4]

### Distinctions individuelles
- élue meilleure ailière droite du championnat d'Europe 2010[5]